# 倒卵绣球
倒卵绣球（学名：Hydrangea obovatifolia）为绣球花科绣球属下的一个种。

## 扩展阅读
- 維基物種上的相關：倒卵绣球